# George W. Grace
George William Grace (* 8. September 1921 in Corinth, Mississippi; † 17. Januar 2015 in Honolulu) war ein US-amerikanischer Linguist. Vor seiner Ernennung zum Professor der Linguistik an der University of Hawaiʻi lehrte er ebenfalls als Anthropologe.
Sein Forschungsschwerpunkt lag in der Historischen Linguistik und der Vergleichenden Sprachwissenschaft. Daneben beschäftigte er sich auch mit Ethnolinguistik und sprachphilosophischen Thematiken. Er war vor allem bekannt für seine Arbeit zu den austronesischen Sprachen, insbesondere zu den ozeanischen Sprachen in Melanesien.

G. W. Grace (rechts), 1955 in Neu-Kaledonien

## Leben
George W. Grace wurde 1921 in Corinth, Mississippi geboren und wuchs als ältester von drei Söhnen an der Golfküste auf. Während des Zweiten Weltkrieges diente er als Flugnavigator und verblieb nach Kriegsende in Europa.
Im Alter von 27 Jahren erreichte er an der Universität von Genf eine Licence en science politique und kehrte danach in die USA zurück.
Obwohl er keinen anthropologischen Abschluss hatte, arbeitete er als Junior Research Anthropologist an der Universität of California in Berkeley.  1953 wurde er wissenschaftlicher Mitarbeiter des Tri-Instiutional Pacific Program der Universität Yale, der Universität Hawai'i und des Bernice P. Bishop Museums von Honolulu.
Im Rahmen dieses Programmes führte er von 1955 bis 1956 linguistische Feldforschung in Neu-Kaledonien, den Salomonischen Inseln und Papua-Neuguinea durch. Diese Zeit brachte ihn wohl dazu, sich den ozeanischen Sprachen zu widmen.
Seine Doktorarbeit The position of the Polynesian languages within the Austronesian (Malayo-Polynesian) language family beendete er 1958 unter Joseph Greenberg an der Columbia University. Dieses Werk gilt noch heute als Meilenstein in der Forschung der ozeanischen Sprachen.
Nach der Promotion arbeitete er als Assistenzprofessor am Soziologie Women’s College der Universität von North Carolina (1958–1959), an der Northwestern University (1959–1960) und an der Southern Illinois University (1960–1963). An der Southern Illinois University wurde er zum außerordentlichen Professor der Anthropologie ernannt und arbeitete in dieser Funktion von 1963 bis 1964.
1961 gründete George W. Grace das Journal Oceanic Linguistics. Für dieses blieb er in den folgenden 30 Jahren (1961–1991) Herausgeber. Das Journal wurde ein primäres Forum für Publikationen zu austronesischen Sprachen und zudem für Veröffentlichungen zu australischen und Papua-Sprachen.
Ab 1964 trat George W. Grace die Professorenstelle an der Universität von Hawai'i im damals neu gegründeten Departement für Linguistik an. Zwischen 1966 und 1969 stand er dem Departement als Vorstand vor.
Bis 1991 verblieb Georg W. Grace Professor in Hawai'i und führte während dieser Zeit Feldforschungen in Neu-Kaledonien (1970, 1971–1973) und in Papua-Neuguinea und Indonesien (1976) durch. 1991 emeritierte er und trat auch als Herausgeber der Oceanic Linguistics zurück.
Im Alter von 93 Jahren starb George W. Grace in Hawaii. Er hinterließ seine Frau, zwei Söhne und eine Tochter.

## Schaffen
Georg W. Grace’s Arbeit lässt sich einerseits in deskriptive Studien mit Schwerpunkt auf Ozeanische Sprachen, andererseits in theoretische und sprachphilosophische Veröffentlichungen aufteilen. Dabei ließ er sich nicht von wissenschaftlichen Strömungen in der Linguistik beeinflussen. Er verfolgte seine eigenen Interessen und Forschungsfragen. Auch zu anderen Disziplinen wie der Biologie nahm er oft Bezug in seinen Veröffentlichungen. So stammte sein berühmter Vergleich von Vögeln und Krokodilen ebenfalls aus der Biologie. Vögel waren dabei schnell wandelnde Sprachen. Als Krokodile bezeichnete George W. Grace Sprachen, die sich weniger rasch wandeln.
In seiner Lehrtätigkeit formte und beeinflusste er eine ganze Generation von ozeanischen Linguisten, unter anderem auch Robert Blust und John Lynch.
Zu der Problematik der Subgruppierung innerhalb der Ozeanischen Sprachen kehrte er periodisch zurück. Er übte deswegen auch wiederholt Kritik an der Komparativen Methode sowie an der traditionellen Ansicht von Sprache, wie sie in der Linguistik angewendet wird. Diese Überlegungen führten dann in seinem späteren Schaffen zu sprachphilosophischen Betrachtungen.

## Deskriptive Studien
Im Rahmen seiner Anstellung als wissenschaftlicher Mitarbeiter im Tri-Institutional Pacific Programm begann George W. Grace mit Ozeanischen Sprachen zu arbeiten. Er war der erste Linguist, der die Sprachen von Rotuma und Fidschi zusammen mit den Polynesischen Sprachen als Untergruppe der Austronesischen Sprachfamilie postulierte.
Isidore Dyen kritisierte die These und verwarf sie. Nach ihm sind die Argumente lediglich Hinweise darauf, dass die Sprachen näher miteinander verwandt seien. Sie können aber nicht als Subgruppe oder eigene Sprachfamilie betrachtet werden.
Isidore Dyen postulierte einen eigenen Stammbaum der Ozeanischen Sprachen. Diesen Stammbaum erstellte er mit der Lexikostatistik. Daraufhin verfasste George W. Grace ein Review.
In diesem wies er Dyens These zurück, dass die Melanesischen Sprachen zu verschiedenen Subgruppen der Austronesischen Sprachfamilie gehören. Das Review wird als lobenswertes Beispiel eines wissenschaftlichen Reviews angesehen.
Inzwischen ist die Subgruppe als Unterfamilie der Ozeanischen Sprachfamilie etabliert.

## Sprachphilosophische Studien
Besonders in seinen späteren Veröffentlichungen befasste sich George W. Grace vermehrt mit theoretisch-philosophischen Fragestellungen. Ausgehend von Theorien zu Sprachwandel und von Kritik an theoretischen Ansätzen in der Linguistik waren seine Schwerpunkte dabei die Natur von Sprachwandel, Sprache generell als wissenschaftliches Studienobjekt, Theorien zu Übersetzung sowie die Beziehung von Sprache und Gedanke.
Seine Betrachtungen und Thesen sind in seinen Büchern An Essay on Language und The Linguistik Construction of Reality ausformuliert.
Er postulierte eine neue Perspektive, Sprache zu betrachten und infolgedessen zu untersuchen.
In der Tradition der Sapir-Whorf-Hypothese formulierte er das Konzept der reality constructing view. Diesem Konzept stellte er die mapping view gegenüber. Beide Konzepte zeigen eine Auffassung auf, wie Sprache in Zusammenhang mit der Realität steht.

### Mapping View
Laut Grace nimmt die traditionell praktizierte Linguistik diese Position bei der Erforschung von Sprache ein. Dabei steht der Grundgedanke im Zentrum, dass eine gemeinsame Welt oder Realität besteht. Sprache bildet diese Realität wie eine Landkarte ab. Die einzelnen Sprachen weisen unterschiedliche Nuancen auf, über diese Welt zu sprechen. Diese Differenzen sind auf die Unperfektheit und Unterschiedlichkeit der Menschen zurückzuführen.
Die mapping view wird ebenfalls durch das intertranslatability postulate vertreten. Es besagt, dass es möglich ist, jeden Gedanken in jeglicher Sprache auszudrücken. Folge dieser Auffassung ist, dass Sprache und Kultur getrennt betrachtet werden können. Ebenso sind auch Gedanken und Sprache voneinander zu trennen. 
Sprachen sind von der Funktion her gleich. Wenn eine Sprache ausstirbt, so ist dies kein Verlust. Auch wenn sämtliche Sprachen durch eine einzige ersetzt werden, so bedeutet es nach dieser Ansicht keinen Verlust in der sprachlichen Diversität.
Grace kritisiert an dieser Auffassung, dass die Linguistik damit ihre wissenschaftliche Bedeutung und Wichtigkeit mindert. Dennoch wird sie in der traditionellen Linguistik angewandt.

### Reality-Constructing View
Der mapping view stellt Georg W. Grace die reality-constructing view entgegen. Diese Sicht von Sprache ist nach Grace keine neue Idee. Sie wurde schon früh von Étienne Bonnot de Condillac oder auch Wilhelm von Humboldt auf ähnliche Weise ausformuliert und stimmt damit auch mit der Sapir-Whorf-Hypothese überein.
George W. Grace geht davon aus, dass der Mensch keinen direkten Zugang zu der Welt und seiner Umgebung hat. Er erhält den Zugang nur über seine Sinne. Die Sinne übermitteln dem Individuum Daten. Diese Daten ergeben kein perfektes Abbild, sondern ein inkompletes und unsystematisches Bild. Um Sinn oder Bedeutung durch diese Daten zu erhalten, konstruiert der Mensch die Welt durch Modelle. Die Modelle werden durch die jeweilige Sprache des Individuums beeinflusst und reflektiert. Je nach Sprache kategorisiert und klassifiziert ein Mensch seine Umgebung anders.
Das Modell von der Welt erlernt der Mensch durch seine Sprache und durch seine Kultur. Sprache ist daher nicht von Kultur zu trennen. Es ist auch nicht möglich, eine klare Grenze zwischen Sprache und Kultur zu ziehen.
Sprache und Kultur beeinflussen und formen sich gegenseitig. Ebenso sind auch das Denken nicht von der Sprache abtrennbar. Nicht alle Gedanken können in einer anderen Sprache ausgedrückt werden. Es ist auch nicht möglich, jeglichen Ausdruck oder jeglichen Gedanken in eine andere Sprache zu übersetzen. Wenn eine Sprache ausstirbt, so bedeutet dies einen Verlust in der sprachlichen und kulturellen Diversität.
Aus diesen Gründen ist nach Grace die reality-constructing view der mapping view vorzuziehen.

## Veröffentlichungen
- Subgrouping of Malayo-Polynesian: A Report of Tentative Findings. In: American Anthropologist. 57, Nr. 2, 1955, S. 337–339.
- The position of the Polynesian languages within the Austronesian (Malayo-Polynesian) language family. Indiana University Publications in Anthropology and Linguistics. Waverly Press: Baltimore 1959.
- On the Scientific Status of Genetic Classification in Linguistics. In: Oceanic Linguistics. 4, Nr. 1/2, 1965, S. 1–14.
- mit Dell Hymes: Review. Austronesian Lexicostatistical Classification. A Review Article. In: Oceanic Linguistics. 5, Nr. 1, 1966, S. 13–58.
- Canala Dictionary. In Pacific Linguistics. Series C, Nr. 2. The Australian National University, Canberra 1975, ISBN 0-85883-122-8.
- Grand Couli Dictionary. In: Pacific Linguistics. Series C, Nr. 12. The Australian National University, Canberra 1976, ISBN 0-85883-154-6.
- An Essay on Language. 1. Auflage, Hornbeam Press, Columbia 1981.
- Oceanic Subgrouping: Retrospect and Prospect. In: Pacific Linguistics. Series C, Volume 88. The Australian National University, Canberra 1985, S. 1–18.
- The Linguistic Construction of Reality. Groom Helm Publishers Ltd., London 1987, ISBN 0-7099-3886-1.